# التل
شهر التل (به عربی: التل) در ریف دمشق که در جنوب کشور سوریه واقع شده‌است. جمعیت این شهر ۵۷٫۶۸۵ نفر است.